# Грабув-Вуйтоство
Грабув-Вуйтоство (пол. Grabów-Wójtostwo) — село в Польщі, у гміні Грабув-над-Просною Остшешовського повіту Великопольського воєводства.
Населення — 583 особи (2011).
У 1975-1998 роках село належало до Каліського воєводства.

## Демографія
Демографічна структура станом на 31 березня 2011 року:
|          | Загалом | Допрацездатний вік | Працездатний вік | Постпрацездатний вік |
| -------- | ------- | ------------------ | ---------------- | -------------------- |
| Чоловіки | 288     | 60                 | 194              | 34                   |
| Жінки    | 295     | 71                 | 169              | 55                   |
| Разом    | 583     | 131                | 363              | 89                   |